# Юнузович, Златко
Зла́тко Юну́зович (босн. Zlatko Junuzović; род. 26 сентября 1987, Зворник, СФРЮ) — австрийский футболист, атакующий полузащитник; тренер.

## Карьера

### Клубная
Уроженец Югославии, Златко вместе с семьёй в возрасте пяти лет перебрался из Боснии, где шла гражданская война, в Австрию, город Кюнсдорф. Там он начал заниматься футболом. В возрасте 11 лет он перебрался в Грац, поступив в Высшую спортивную школу Брюкнер, где его первым тренером стал Вернер Грегорич. В составе школьной команды Златко завоевал титул чемпиона Штирии в 2002 году, позднее поступил в академию клуба ГАК.
В 2005 году он дебютировал в основном составе клуба при помощи тренера Гарри Гамауфа: 14 мая 2005 года он вышел на 74-й минуте на замену в матче против «Штурма». Успешная игра позволила Златко закрепиться в команде, а также ещё и дебютировать в еврокубках.
В 2007 году Юнузович перешёл в клуб «Аустрия Кернтен», спустя два года он оказался уже в венской «Аустрии». В 2010 году благодаря своим выступлениям Златко завоевал титул лучшего футболиста года в Австрии.
27 января 2012 года он подписал контракт с бременским «Вердером». 30 января он был официально представлен в качестве игрока клуба. 23 апреля 2018 года стало известно, что Юнузович после сезона 2017/18 покидает «Вердер» на правах свободного агента.
В мае 2018 года Златко Юнузович вернулся в Австрию, подписав контракт с «Ред Буллом» из Зальцбурга до 2021 года.

### В сборной
В сборной появился впервые в январе 2006 года на учебно-тренировочном сборе в Дубае, 1 марта 2006 года дебютировал в матче против сборной Канады. В июле 2007 года сыграл на молодёжном чемпионате мира в Канаде, где австрийцы стали четвёртыми. Входил в список кандидатов на участие в чемпионате Европы 2008 года, но в итоге в состав не попал.
В октябре 2017 года, после неудачного для Австрии отборочного раунда чемпионата мира, Юнузович объявил о завершении своей международной карьеры.

## Достижения
«Ред Булл Зальцбург»
- Чемпион Австрии (3): 2018/19, 2019/20, 2020/21
- Обладатель Кубка Австрии (3): 2018/19, 2019/20, 2020/21